# پرلیکن
پرلیکَن (انگلیسی: Perlecan) که با نام‌های «پروتئوگلیکان ۲ هپاران سولفات» (HSPG2) و «پروتئین مرکزی پروتئوگلیکان هپاران سولفات مختص به غشای پایه» هم شناخته می‌شود، پروتئینی است که در انسان توسط ژن «HSPG2» کُد می‌شود.
این پروتئین بزرگ، ۵ دومِـین دارد که به اجزای گوناگونی از ماتریکس برون‌یاخته‌ای و مولکول‌های سطحِ سلول اتصال می‌یابد.
پرلیکَن توسط سلول‌های لایهٔ درونی رگ‌ها و همچنین عضلات صاف تولید می‌شود و در ماتریکس برون‌یاخته‌ای ذخیره می‌شود.
پرلیکَن احتمالاً در رشد و گسترش برخی انواع سرطان‌ها نقش دارد و پژوهش‌هایی در این زمینه در حال انجام است.
سطح این مولکول پروتئینی در برخی بیماری‌ها نظیر دیابت، تصلب شرایین و التهاب مفصل کاهش می‌یابد. پرلیکَن نقش مهمی در حفظِ سدِ تصفیه‌کنندهٔ کلیوی دارد و کاهش آن در غشای پایهٔ گلومرول‌های کلیه در بروز «آلبومینوری دیابتی» (دفع پروتئین آلبومین از کلیه) بسیار مؤثر است.
پژوهش‌ها نشان داده‌است که این پروتئین در برابر تصلب شرایین نقش محافظتی دارد.
جهش در ژن سازندهٔ پرلیکَن موجب بروز نوعی بیماری ژنتیکی نادر به‌نام سندرم شوارتس-جمپل می‌گردد.